# Special Delivery (film fra 1922)
Special Delivery er en amerikansk stumfilm fra 1922 af Roscoe Arbuckle.

## Medvirkende
- Al St. John
- Vernon Dent
- Billy Engle
- Tiny Ward